# Rallye Griechenland 2006

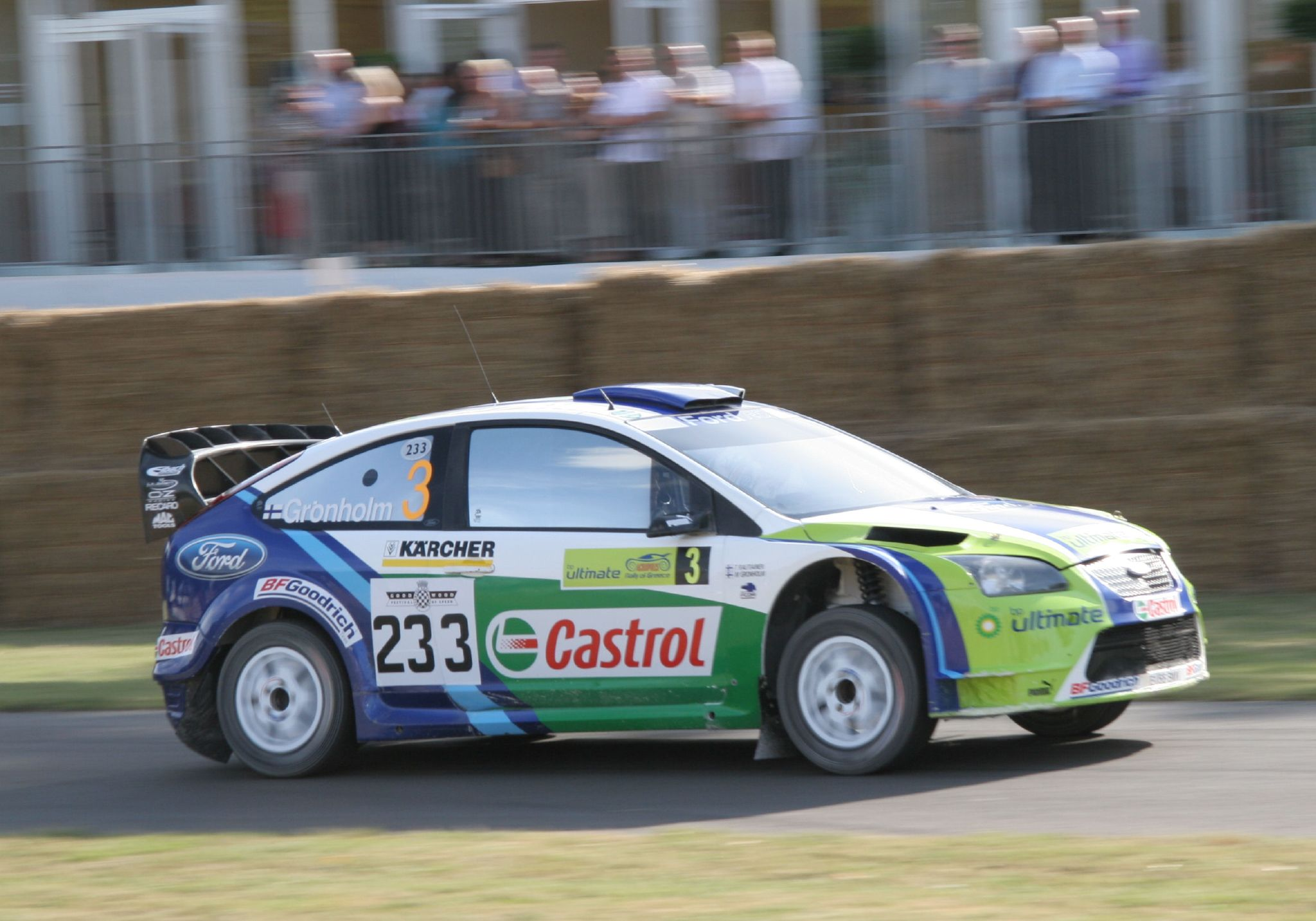
Marcus Grönholm und Timo Rautiainen bei der Rallye Griechenland 2006.

Die 53. Rallye Griechenland (auch Akropolis Rallye genannt) war der 8. Lauf zur FIA-Rallye-Weltmeisterschaft 2006. Sie dauerte vom 1. bis zum 4. Juni 2006 und es waren insgesamt 18 Wertungsprüfungen (WP) zu fahren.

## Klassifikationen

### Endergebnis
| WRC     |                   |                   |                          |           |                |    |
| 01      | Marcus Grönholm   | Timo Rautiainen   | Ford Focus RS WRC        | 3:56:26.8 | 00:00.0 0:00.0 | 10 |
| 02      | Sébastien Loeb    | Daniel Elena      | Citroën Xsara WRC        | 3:58:53.6 | 02:26.8 2:26.8 | 8  |
| 03      | Mikko Hirvonen    | Jarmo Lehtinen    | Ford Focus RS WRC        | 4:00:10.6 | 03:43.8 1:17.0 | 6  |
| 04      | Toni Gardemeister | Jakke Honkanen    | Citroën Xsara WRC        | 4:00:47.6 | 04:20.8 0:37.0 | 5  |
| 05      | Henning Solberg   | Cato Menkerud     | Peugeot 307 WRC          | 4:01:22.4 | 04:55.6 0:34.8 | 4  |
| 06      | Dani Sordo        | Marc Martí        | Citroën Xsara WRC        | 4:01:23.2 | 04:56.4 0:00.8 | 3  |
| 07      | Petter Solberg    | Phil Mills        | Subaru Impreza S12 WRC   | 4:02:01.2 | 05:34.4 0:38.0 | 2  |
| 08      | Xevi Pons         | Carlos del Barrio | Citroën Xsara WRC        | 4:04:45.8 | 08:19.0 2:44.6 | 1  |
| 09      | Jussi Välimäki    | Jarkko Kalliolepo | Mitsubishi Lancer WRC    | 4:07:55.5 | 11:28.7 3:09.7 | 0  |
| 10      | Matthew Wilson    | Michael Orr       | Ford Focus RS WRC        | 4:09:57.6 | 13:30.8 2:02.1 | 0  |
| PWRC    |                   |                   |                          |           |                |    |
| 01 (17) | Nasser Al-Attiyah | Chris Patterson   | Subaru Impreza STi       | 4:28:43.3 | 0:00.0         | 10 |
| 02 (18) | Gabriel Pozzo     | Daniel Stillo     | Mitsubishi Lancer Evo IX | 4:28:55.3 | 0:12.0         | 8  |
| 03 (19) | Aki Teiskonen     | Miika Teiskonen   | Subaru Impreza STi       | 4:29:13.7 | 0:30.4 0:18.4  | 6  |

Insgesamt wurden 69 von 84 gemeldeten Fahrzeugen klassiert.

### Wertungsprüfungen
| Tag                     | WP                       | Name                     | Länge   | Start MESZ      | Gewinner        | Co-Pilot               | Auto              | Zeit            | Leader         |
| Tag 1 1. Juni           |                          |                          |         |                 |                 |                        |                   |                 |                |
| ----------------------- | ------------------------ | ------------------------ | ------- | --------------- | --------------- | ---------------------- | ----------------- | --------------- | -------------- |
| Tag 1 1. Juni           | WP1                      | Athens Olympic Stadium 1 | 2,80 km | 17:00           | Sébastien Loeb  | Daniel Elena           | Citroën Xsara WRC | 02:21.4         | Sébastien Loeb |
| Tag 2 2. Juni           |                          |                          |         |                 |                 |                        |                   |                 | Sébastien Loeb |
| Service Athen 07:00 Uhr |                          |                          |         |                 |                 |                        |                   |                 | Sébastien Loeb |
| WP2                     | Imittos 1                | 11,44 km                 | 07:38   | Marcus Grönholm | Timo Rautiainen | Ford Focus RS WRC      | 07:03.3           | Marcus Grönholm |                |
| WP3                     | Skourta 1                | 23,80 km                 | 08:56   | Marcus Grönholm | Timo Rautiainen | Ford Focus RS WRC      | 14:40.1           | Marcus Grönholm |                |
| WP4                     | Thiva 1                  | 23,76 km                 | 10:14   | Marcus Grönholm | Timo Rautiainen | Ford Focus RS WRC      | 17:16.9           | Marcus Grönholm |                |
| Service Athen 12:22 Uhr |                          |                          |         |                 |                 |                        |                   | Marcus Grönholm |                |
| WP5                     | Imittos 2                | 11,44 km                 | 13:20   | Marcus Grönholm | Timo Rautiainen | Ford Focus RS WRC      | 06:58.3           | Marcus Grönholm |                |
| WP6                     | Skourta 2                | 23,80 km                 | 14:38   | Marcus Grönholm | Timo Rautiainen | Ford Focus RS WRC      | 14:29.6           | Marcus Grönholm |                |
| WP7                     | Thiva 2                  | 23,76 km                 | 15:56   | Marcus Grönholm | Timo Rautiainen | Ford Focus RS WRC      | 16:54.1           | Marcus Grönholm |                |
| Service Athen 17:46 Uhr |                          |                          |         |                 |                 |                        |                   | Marcus Grönholm |                |
| Tag 3 3. Juni           |                          |                          |         |                 |                 |                        |                   | Marcus Grönholm |                |
| Service Athen 07:00 Uhr |                          |                          |         |                 |                 |                        |                   | Marcus Grönholm |                |
| WP8                     | Mandra 1                 | 12,60 km                 | 07:57   | Marcus Grönholm | Timo Rautiainen | Ford Focus RS WRC      | 08:50.7           | Marcus Grönholm |                |
| WP9                     | Kineta 1                 | 37,33 km                 | 08:50   | Sébastien Loeb  | Daniel Elena    | Citroën Xsara WRC      | 25:39.1           | Marcus Grönholm |                |
| WP10                    | Psatha 1                 | 17,41 km                 | 10:13   | Marcus Grönholm | Timo Rautiainen | Ford Focus RS WRC      | 11:21.3           | Marcus Grönholm |                |
| Service Athen 11:51 Uhr |                          |                          |         |                 |                 |                        |                   | Marcus Grönholm |                |
| WP11                    | Mandra 2                 | 12,60 km                 | 13:08   | Marcus Grönholm | Timo Rautiainen | Ford Focus RS WRC      | 08:43.1           | Marcus Grönholm |                |
| WP12                    | Kineta 2                 | 37,33 km                 | 14:01   | Sébastien Loeb  | Daniel Elena    | Citroën Xsara WRC      | 25:20.2           | Marcus Grönholm |                |
| WP13                    | Psatha 2                 | 17,41 km                 | 15:24   | Marcus Grönholm | Timo Rautiainen | Ford Focus RS WRC      | 11:23.6           | Marcus Grönholm |                |
| Service Athen 16:44 Uhr |                          |                          |         |                 |                 |                        |                   | Marcus Grönholm |                |
| Tag 4 4. Juni           |                          |                          |         |                 |                 |                        |                   | Marcus Grönholm |                |
| Service Athen 05:40 Uhr |                          |                          |         |                 |                 |                        |                   | Marcus Grönholm |                |
| WP14                    | Avlonas 1                | 23,90 km                 | 06:47   | Petter Solberg  | Phil Mills      | Subaru Impreza S12 WRC | 14:07.2           | Marcus Grönholm |                |
| WP15                    | Agia Sotira 1            | 24,77 km                 | 07:55   | Petter Solberg  | Phil Mills      | Subaru Impreza S12 WRC | 17:02.0           | Marcus Grönholm |                |
| Service Athen 09:08 Uhr |                          |                          |         |                 |                 |                        |                   | Marcus Grönholm |                |
| WP16                    | Avlonas 2                | 23,90 km                 | 10:35   | Petter Solberg  | Phil Mills      | Subaru Impreza S12 WRC | 14:00.6           | Marcus Grönholm |                |
| WP17                    | Agia Sotira 2            | 24,77 km                 | 11:43   | Petter Solberg  | Phil Mills      | Subaru Impreza S12 WRC | 16:49.6           | Marcus Grönholm |                |
| Service Athen 12:46 Uhr |                          |                          |         |                 |                 |                        |                   | Marcus Grönholm |                |
| WP18                    | Athens Olympic Stadium 2 | 2,80 km                  | 13:15   | Marcus Grönholm | Timo Rautiainen | Ford Focus RS WRC      | 02:21.7           | Marcus Grönholm |                |

### Gewinner Wertungsprüfungen
| WP                  | Anzahl | Fahrer          | Auto                   |
| ------------------- | ------ | --------------- | ---------------------- |
| 2–8, 10, 11, 13, 18 | 11     | Marcus Grönholm | Ford Focus RS WRC      |
| 14–17               | 4      | Petter Solberg  | Subaru Impreza S12 WRC |
| 1, 9, 12            | 3      | Sébastien Loeb  | Citroën Xsara WRC      |

### Fahrer-WM nach der Rallye
| Pos. | Fahrer          | Punkte |
| ---- | --------------- | ------ |
| 1    | Sébastien Loeb  | 74     |
| 2    | Marcus Grönholm | 45     |
| 3    | Dani Sordo      | 33     |
| 4    | Mikko Hirvonen  | 21     |
| 5    | Petter Solberg  | 20     |

### Team-Weltmeisterschaft
| Pos. | Team               | Punkte |
| ---- | ------------------ | ------ |
| 1    | Kronos Citroën WRT | 96     |
| 2    | Ford WRT           | 81     |
| 3    | Subaru WRT         | 63     |
| 4    | Peugeot Norway     | 41     |